# Gidske Anderson
Gidske Anderson, född 4 november 1921, död 19 oktober 1993, var en norsk journalist och facklitteraturförfattare.
Efter andra världskriget arbetade Anderson som journalist för Norges Kommunistiska Partis tidning Friheten fram till 1947, då hon istället började engagera sig i Arbeiderpartiet. 1948 reste hon till Paris som korrespondent för Arbeiderpartiets tidning Arbeiderbladet. Anderson arbetade på Arbeiderbladets utrikesredaktion från 1967-1973 och var korrespondent i Paris för NRK åren 1973-1975. 1978 erhöll hon Lytterprisen och 1981 Gyldendals legat.
Anderson arbetade även som författare och publicerade flera diktsamlingar och romaner men även facklitterära verk. På 1980-talet publicerade hon biografier om Sigrid Undset, Trygve Bratteli och Halvard Lange.
Anderson var ledamot av Norska Nobelkommittén från 1981 och blev 1990 vald till ordförande.